# 돌겨울잠쥐
돌겨울잠쥐(Graphiurus rupicola)는 겨울잠쥐과에 속하는 설치류의 일종이다. 나미비아와 남아프리카공화국에서 발견되며, 앙골라에서도 서식하는 것으로 추정된다. 자연 서식지는 암반 지역이다.